# Lillehammer Olympiske Bob- og Akebane
Koordinaten: 61° 13′ 27,4″ N, 10° 25′ 38,7″ O
Die Lillehammer Olympiske Bob- og Akebane (deutsch Olympische Bob- und Rodelbahn Lillehammer) ist eine Kunsteisbahn im norwegischen Dorf Hunderfossen in der Gemeinde Lillehammer. Die Bahn war bei den Olympischen Winterspielen 1994 Austragungsort für die Wettbewerbe im Rennrodeln und Bobfahren. Des Weiteren wurden auf der Bahn die Skeleton-Weltmeisterschaft 1995 sowie die Rennrodel-Weltmeisterschaften 1995 und die Olympischen Jugend-Winterspiele 2016 ausgetragen.

## Geschichte
Vor den Olympischen Winterspielen 1994 gab es in Norwegen keine Bob- und Rodelbahn. Zwar wurden auf der Bahn Korketrekkeren während der Olympischen Winterspiele 1952 in Oslo Bob- und Rodelbahn durchgeführt, allerdings wurde die Bahn nach den Spielen wieder abgebaut. Aus diesem Grund musste nach der Vergabe der Olympischen Winterspiele 1994 an Lillehammer eine Bob- und Rodelbahn erbaut werden. In den Bewerbung war zunächst vorgesehen, die Bahn neben der Skisprunganlage Balbergbakken in Fåberg zu errichten.
Nachdem bis Mai 1989 die meisten Wettkampfstätten neu geplant wurden, sollte die Strecke schließlich als Teil des Olympiaparks in Kanthaugen beim Stampesletta gebaut werden. Die geschätzten Kosten beliefen sich auf 231 Millionen Norwegische Kronen. Dieser Standort wurde jedoch vom Stadtrat Lillehammers, der Regierung der Provinz Oppland und des Riksantikvaren wegen zu starker Auswirkungen auf die Umwelt abgelehnt. Stattdessen wurde Hunderfossen als Ort vorgeschlagen. Das Organisationskomitee der Spiele war jedoch mit diesem Standort nicht zufrieden und prüfte 1990, die Strecke am Holmenkollen in Oslo zu bauen. Dabei wurden zwei Routen in Betracht gezogen, eine auf derselben Route wie der Korketrekkeren und eine, die von Gratishaugen beim Holmenkollbakken nach Midtstuen führen sollte. Dieses Vorhaben wurde auch von der International Bobsleigh & Skeleton Federation und vom Internationalen Rodelverband unterstützt. Am 24. August 1990 erhielt jedoch Hunderfossen vom norwegischen Parlament den Zuschuss.
Bei der Planung der Bahn wurden die Architekten der Bahnen in Altenberg, Oberhof, La Plagne und Calgary eingebunden. Am 1. Oktober 1992 wurde die Bahn schließlich fertiggestellt und kostete 201 Mio. NOK. Nach den Olympischen Spielen wurde das Eigentum an dem Veranstaltungsort auf den Lillehammer Olympiapark übertragen, der der Gemeinde Lillehammer gehört.
Bei der Bewerbung für die Olympischen Winterspiele 2022 der Stadt Oslo war die Bahn als Wettkampfstätte erneut eingeplant. Allerdings wurden die Olympischen Winterspiele 2022 an Peking vergeben.

## Galerie

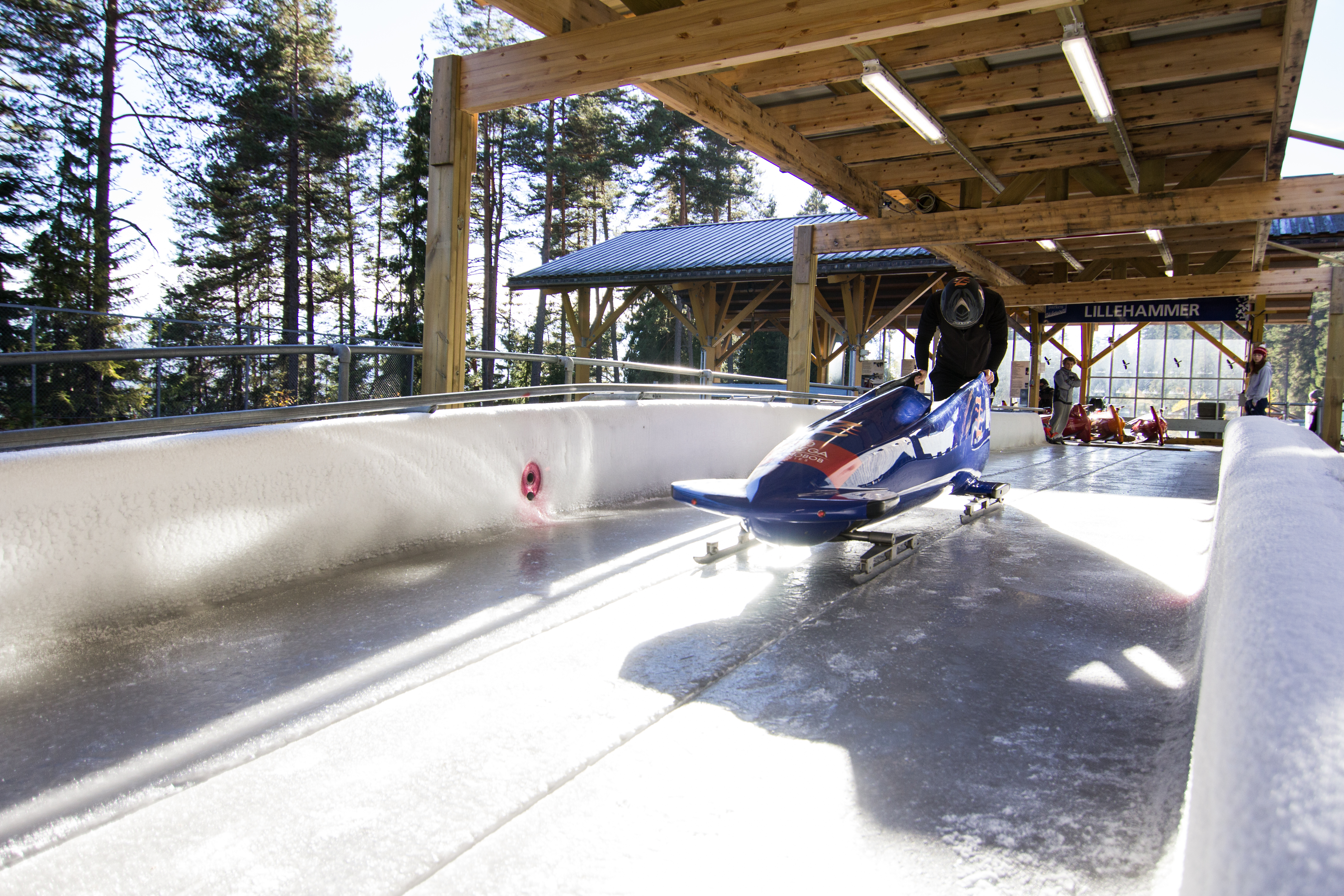
Bobstart